# Karlstad IBF
Karlstad IBF, ofta benämnd Karlstad Innebandy, är en innebandyklubb från Karlstad i Värmlands län. Damlaget spelar 2024/25 i Superligan och herrlaget spelar i den nya allsvenskan efter att ha åkt ur SSL förra säsongen (23/24). 

## Historia
Föreningen bildades 2001 då elitserielagen Sjöstads IF och IBF NB 87 slogs samman. På herrsidan vann både Sjöstad och NB 87 vann SM-medaljer, något den sammanslagna föreningen aldrig varit i närheten av. På damsidan hade Sjöstad varit den mer framgångsrika föreningen.

### Damer
Deubutsäsongen slutade med en sjunde plats i Elitseriens södergrupp och kvalvinst för att stanna i högsta serien. Både säsongerna 2002/2003 och 2003/2004 slutade Karlstad tvåa i södergruppen och föll sedan i kvartsfinal. I Elitserien 2004/2005 kvalificerade sig Karlstad för Superelit men missade slutspel. Resultatet blev detsamma 2005/2006.
Till säsongen 2006/2007 gjordes seriesystemet om till en serie, söder- och norrgrupperna avskaffades således. Karlstad slutade på nionde plats och missade slutspelet för tredje året i rad. Därefter följde en elfte plats (2007/2008) och tolfte plats (2008/2009). Säsongen 2009/2010 tvingades Karlstad försvara sin elitserieplats via kvalspel. Därefter följde en elfte plats (2010/2011), en tolfte plats (2011/2012) och två tionde platser (2012/2013 och 2013/2014). Sämre gick det 2014/2015 då Karlstad slutade på trettonde plats och tvingades försvara SSL-platsen i kvalspel.
I SSL 2015/2016 slutade Karlstad på åttonde plats och tog sig därmed till slutspel för första gången sedan 2003! I kvartsfinalen ställdes Karlstad mot Umeålaget Iksu, som slog ut Karlstad efter 3-0 i matcher. Även säsongen 2016/2017 tog sig laget till slutspel efter att ha slutat på sjunde plats i serien. Även denna gång slogs Karlstad ut efter 0-3 i matcher i kvartsfinalen, denna gång av Kais Mora.
2019/2020 slutade laget på en åttonde plats och skulle få spela slutspel, men sista delen av säsongen ställdes in på grund av coronapandemin. Sedan dess har laget varit i de nedre regionerna i tabellen men har klarat nytt kontrakt varje år. 

### Herrar
Debutsäsongen slutade med en 15:e plats i Elitserien 2001/2002, vilket innebar degradering. Klubbens ökenvandring blev lång, först till säsongen 2012/2013 var Karlstad tillbaka i högsta serien (som under tiden bytt namn till SSL). Laget räckte dock inte alls till, slutade på 14:e och sista plats och degraderades därmed direkt. Karlstad gjorde ett nytt försök i SSL 2015/2016. Denna gång klarade Karlstad nytt kontrakt efter att ha slutat elva. Sejouren i finrummet blev dock kortvarig, säsongen 2016/2017 slutade laget på 13:e plats och degraderades. Laget slutade säsongen 2022/2023 på en andraplats i Allsvenskan vilket innebar kval till SSL. I kvalet besegrade man Fagerhult Habo IBK med 2-0 i matcher och sedan Visby IBK med 3-0, vilket innebär att Karlstad åter var klart för spel i SSL säsongen 2023/2024. Det blev dock ett snabbt respass då laget slutade på 13:e plats och sejouren i SSL blev kortvarig igen. 
Säsongen 2024/2025 spelar laget i den nya allsvenskan.

## Färger
Föreningens dräktfärger är blå, svart och vit, medan klubbmärket är gult och svart (klubbmärke). Sjöstads färger var svart och vit, medan NB 87:s färger var röd och vit.